# الوند، زنجان
الوند هي قرية في المنطقة المركزية لمقاطعة خرمدرة، محافظة زنجان، إيران. 
تقع هذه القرية في منطقة ألوند الريفية.